# 江沂
（1428年—？），字本達，福建建寧府建安縣人，明朝政治人物。同進士出身。

## 生平
成化元年（1465年）舉乙酉科應天府鄉試第十七名。成化二年（1466年）聯捷丙戌科進士第三甲第十三名。

## 家族
曾祖江昇。祖父江貞，曾任給事中。父亲江鏞。